# Sankelmarker See
Der Sankelmarker See (dänisch: Sankelmark Sø und Sanklam) liegt in der Gemeinde Oeversee im Norden von Schleswig-Holstein, zwischen dem Ort Oeversee und dem Ortsteil Sankelmark.

## Beschreibung

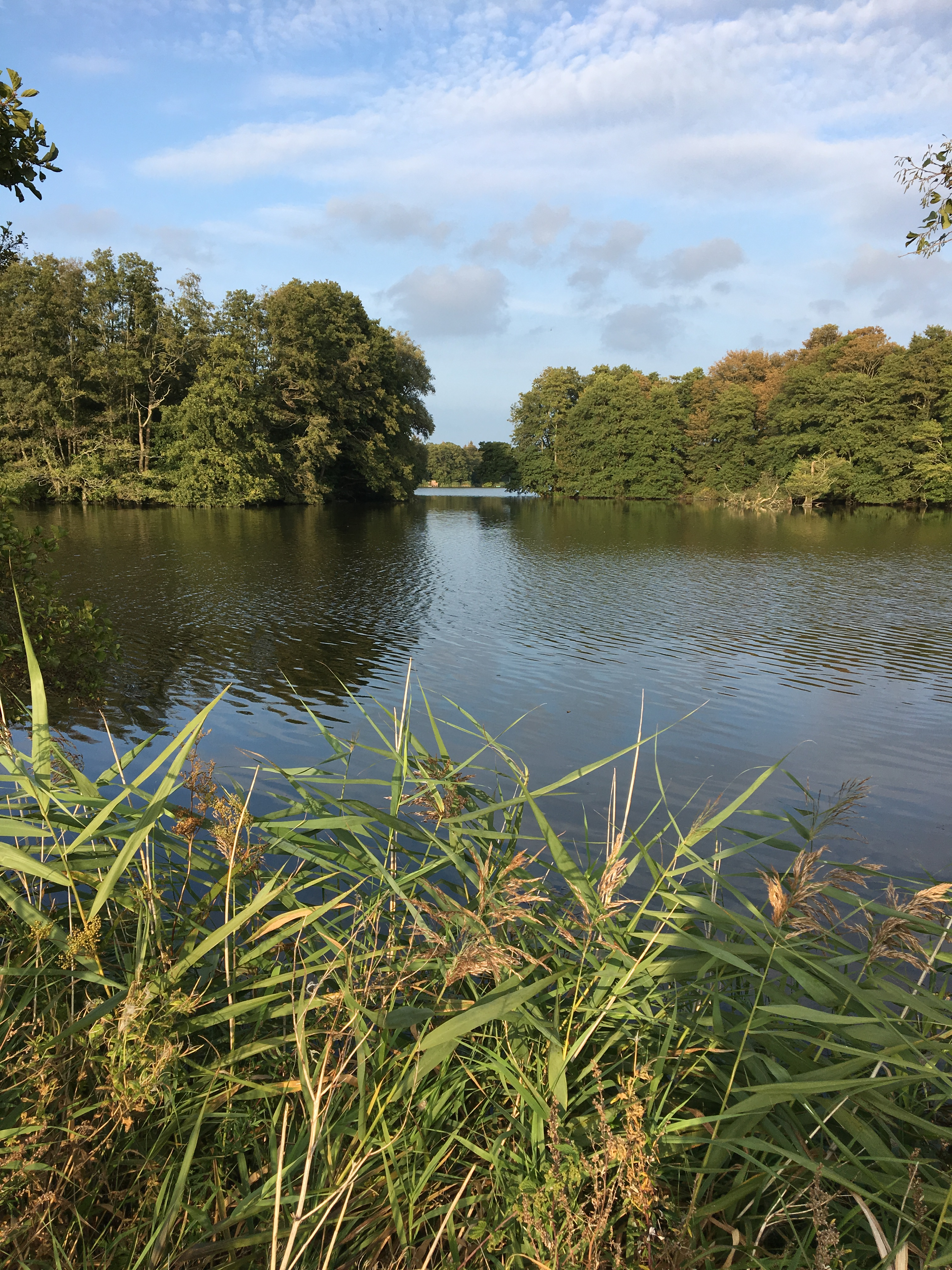
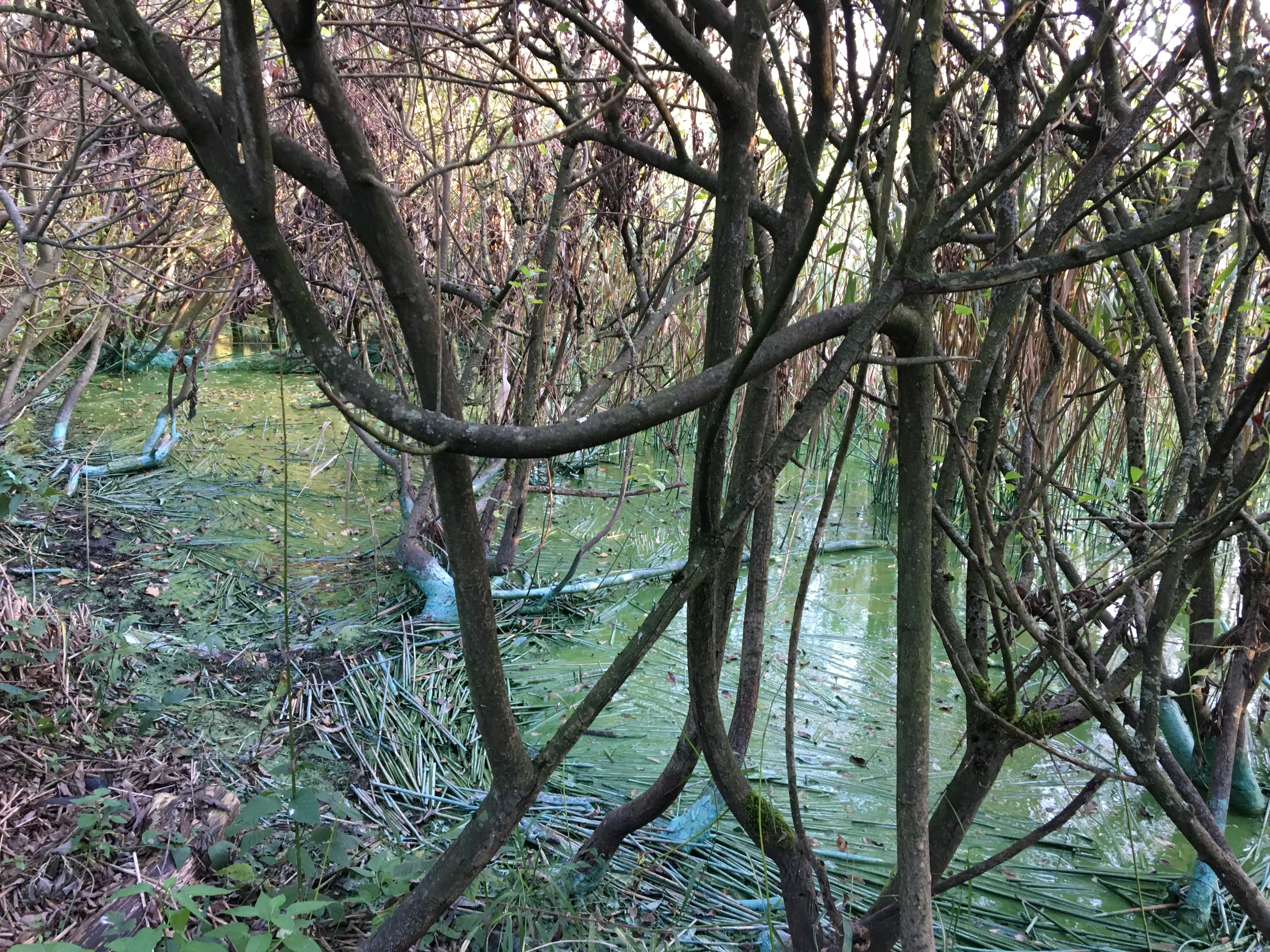
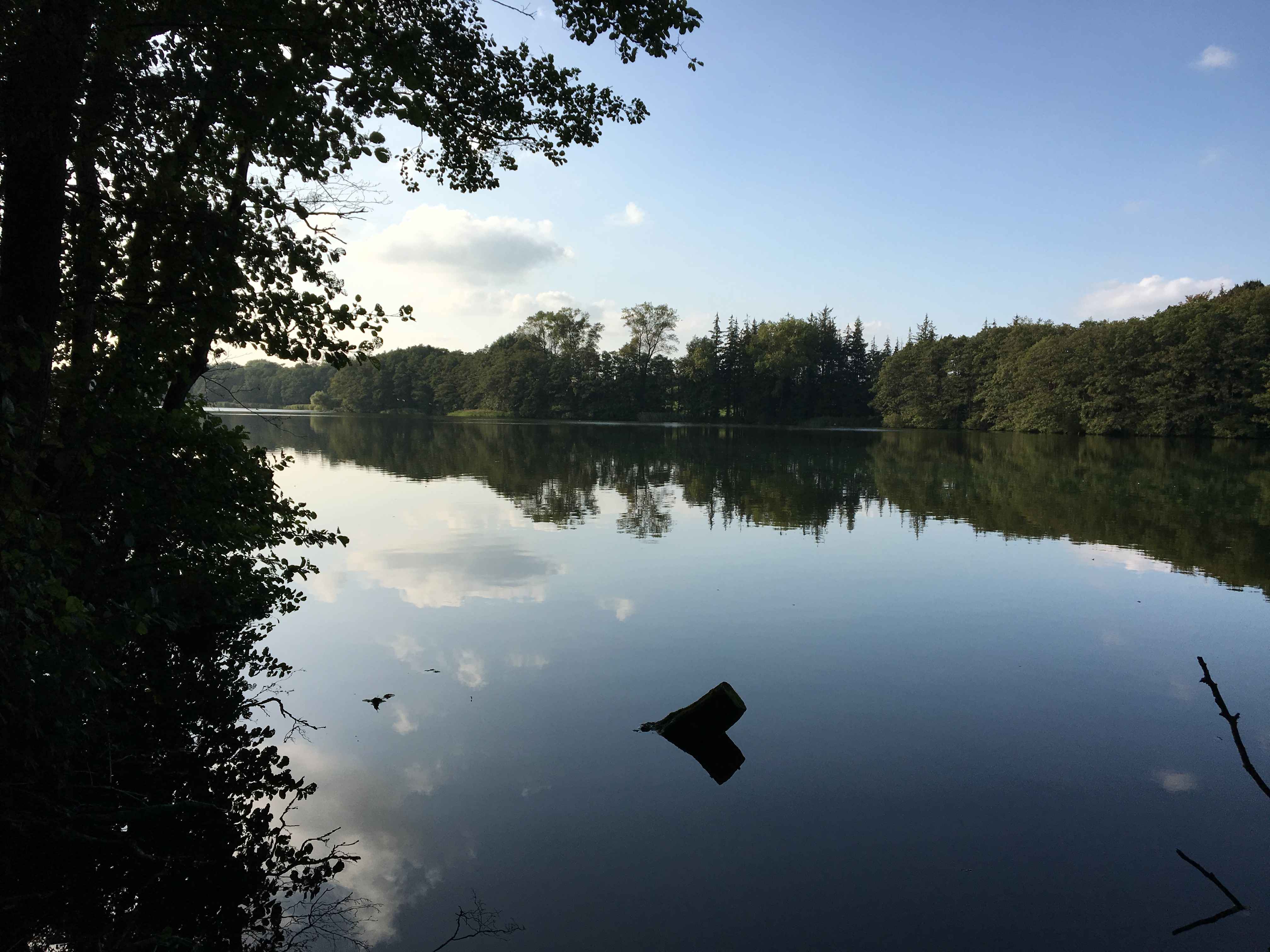
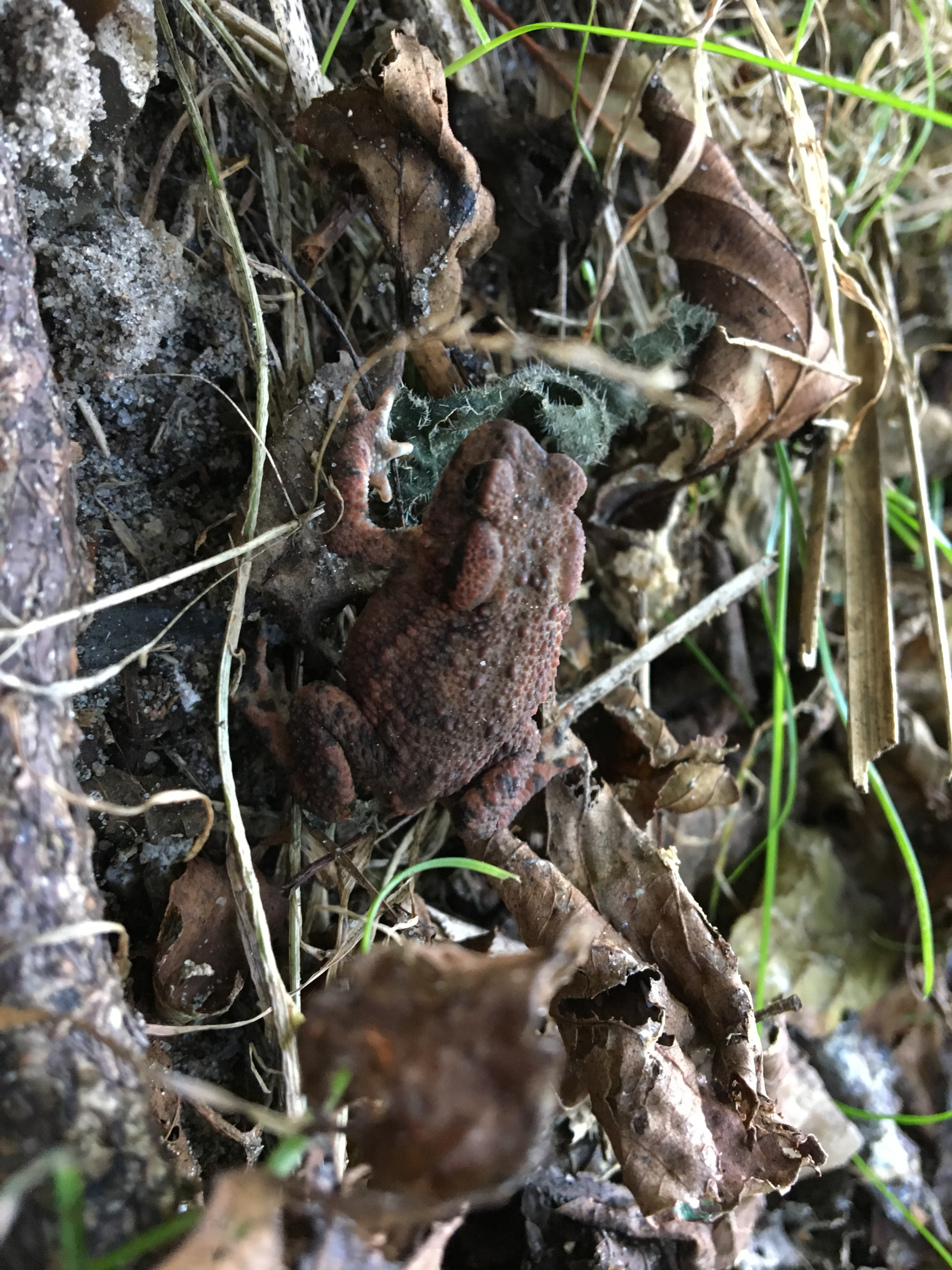
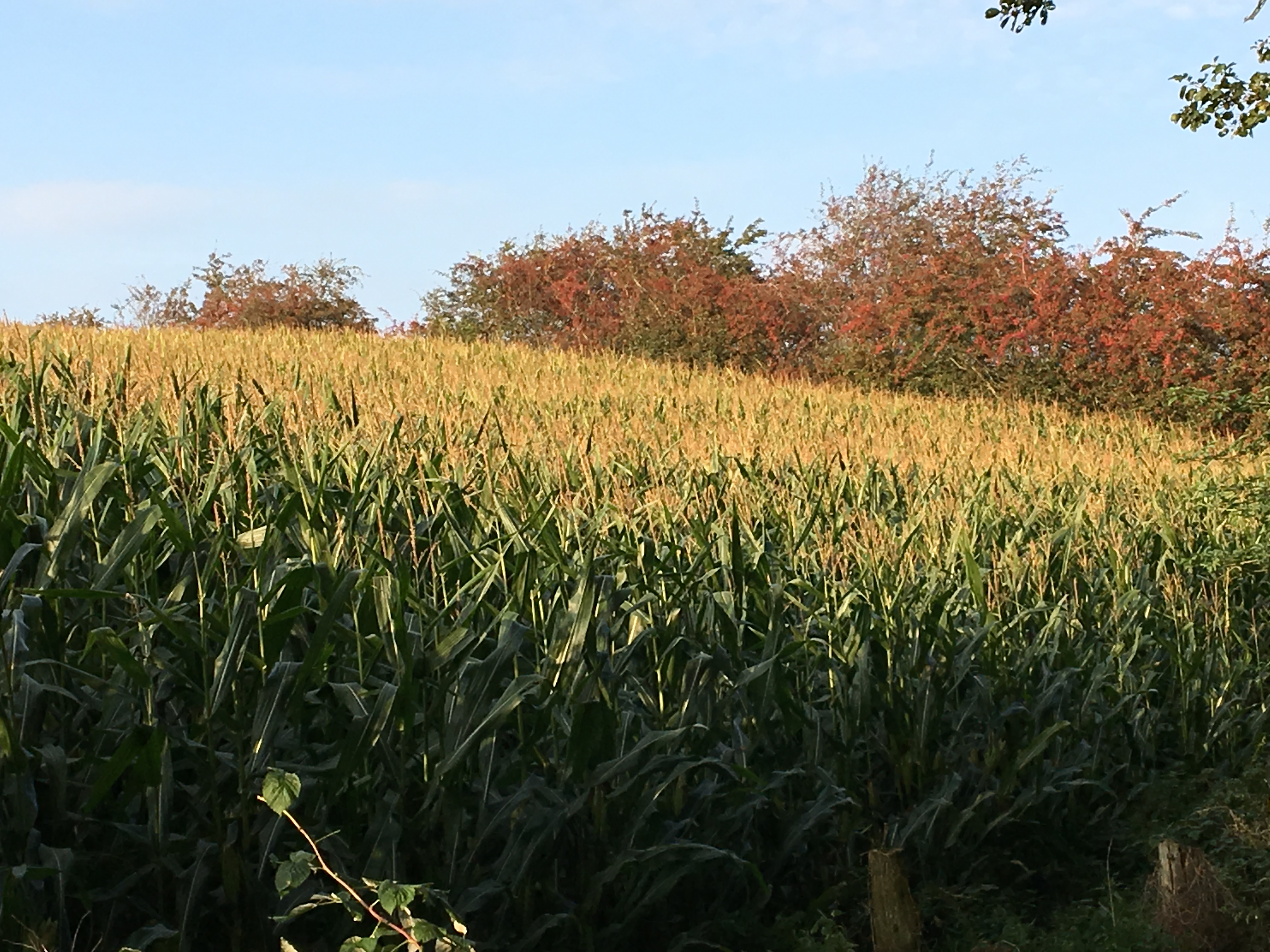

Er ist ein kalkreicher, trotz seiner relativ großen Tiefe von durchschnittlich 6½ Metern ungeschichteter Tieflandsee mit einem Einzugsgebiet von 18,76 Quadratkilometern (Seentyp 11).
An seinem Nordufer wird er von den zwei Bächen Billau und Marienau gespeist, die untereinander durch Gräben verbunden sind und zwischen denen der Ort Sankelmark liegt, sowie durch Quellen am Ufer und Grund des Sees. Im Süden entwässert ein Beek (Bæk) genannter Abfluss den See zur Treene.
Nahe dem westlichen Ende des Sees, dessen mittlerer Wasserspiegel bei 25,33 Metern über Normalnull liegt, befindet sich eine Insel.
Der während der Weichsel-Kaltzeit vermutlich aus einer subglazialen Rinne als Teil der Südensee-Treßsee-Rinne hervorgegangene See erhielt seine heutige Größe von gut 56 Hektar durch eine Wasserstandsabsenkung um 1,1 Meter im Jahre 1937. Es handelt sich nicht, wie z. T. fälschlich behauptet, um ein Toteisloch. Der See ist durch seine – je nach Jahreszeit unterschiedlich stark ausgeprägte – Färbung, u. a. hervorgerufen durch Cyanobakterien, bekannt. Trotz bis zur unmittelbaren Ufergrenze betriebener Landwirtschaft, teils in Rapsmonokulturen (die aber immerhin begrenzende Heckenstreifen toleriert, welche mithin EU-Recht zu respektieren scheint), finden sich neben zahlreichen Vogel- und Fischarten auch Amphibien wie die Erdkröte im Seeumfeld.